# 実吉安純
実吉 安純（さねよし やすずみ、1848年4月23日（嘉永元年3月20日） - 1932年（昭和7年）3月1日）は、日本の医学者、海軍軍人、政治家。最終階級は海軍軍医中将。正二位 勲一等 功二級 子爵 医学博士。海軍軍医学校校長、海軍省医務局長、大本営海軍医務部長、東京慈恵会医院専門学校（現、東京慈恵会医科大学）校長、貴族院議員などを歴任した。慈恵医大の創設者である高木兼寛と共に、海軍の脚気撲滅に尽力したことで知られている。

## 経歴
薩摩藩士・実吉安福の二男として生まれる。戊辰戦争に参戦の後、明治2年（1869年）6月、順天堂に入塾し、のち大学校に移る。
明治4年（1872年）12月、兵部省13等出仕（海軍病院分課）・医務局当直として海軍軍医の歩みを始めた。兵学寮出勤、「大阪丸」乗組、海軍医務局学舎長を経て、1876年（明治9年）8月、大軍医に昇進し海軍本病院に配属された。1877年（明治10年）3月、西南戦争に征討軍団本営付として出征し、のち征討第4旅団付に異動した。
1879年（明治12年）7月、イギリスに留学し、ロンドンの聖トマス病院医学校で学び、1885年（明治18年）9月に帰国。翌月、軍医中監に進み軍医学舎勤務となる。1886年（明治19年）4月、海軍軍医学校教授に就任。同年5月から1891年（明治24年）3月まで警察医長を兼務した。1889年（明治22年）4月、海軍軍医学校長となる。1891年8月、医学博士号を取得。1892年（明治25年）8月、海軍軍医総監に進級し海軍中央衛生会議議長に就任。1897年（明治30年）4月、海軍省医務局長となる。1905年（明治38年）12月12日、予備役に編入され、1913年（大正2年）2月、後備役を経て、1915年（大正4年）2月16日に退役した。
1900年（明治33年）5月、日清戦争における功により男爵を叙爵。1905年（明治38年）12月13日、貴族院勅選議員に任じられた。1907年（明治40年）9月、日露戦争における功により子爵に昇爵。1920年（大正9年）4月、東京慈恵会医院専門学校長に就任した。他に日本赤十字社評議員、日本医師共済生命保険社長を務めた。
1932年（昭和7年）3月1日、死去。長男の純郎が襲爵した。

## 学位
- 1883年（明治16年）
  - 1月 - メンブル・オフ・ロヤル・コレージ・オフ・ソルゼオンス・オフ・イングランド[4]
  - 4月 - ライセンシエート・オフ・ローヤル・コレージ・オフ・ヒジシアンス・オフ・ロンドン[4]
- 1885年（明治18年）6月 - フェロー・オフ・ロヤル・コレージ・オフ・ソルゼオンス・オフ・イングランド[4]
- 1891年（明治24年）8月24日 - 医学博士[4]

## 栄典
位階
- 1875年（明治8年）6月30日 - 従七位[4]
- 1876年（明治9年）9月20日 - 正七位[4][5]
- 1885年（明治18年）11月26日 - 正六位[4][6]
- 1891年（明治24年）4月1日 - 従五位[4][7]
- 1892年（明治25年）9月26日 - 正五位[4][8]
- 1897年（明治30年）10月30日 - 従四位[4][9]
- 1902年（明治35年）12月20日 - 正四位[4][10]
- 1905年（明治38年）12月25日 - 従三位[4][11]
- 1914年（大正3年）12月28日 - 正三位[4][12]
- 1925年（大正14年）1月14日 - 従二位[4][13]
- 1932年（昭和7年）3月1日 - 正二位[14]

勲章等
- 1878年（明治11年）6月28日 - 勲五等双光旭日章[4]
- 1889年（明治22年）11月29日 - 大日本帝国憲法発布記念章[4][15]
- 1890年（明治23年）11月27日 - 勲四等瑞宝章[4][16]
- 1895年（明治28年）
  - 5月15日 - 勲三等瑞宝章[4][17]
  - 8月20日 - 勲二等旭日重光章[4][18]
  - 11月18日 - 明治二十七八年従軍記章[4][19]
- 1898年（明治31年）1月25日 - 木杯一組[4]
- 1900年（明治33年）5月9日 - 男爵[4][20]
- 1901年（明治34年）11月18日 - 日本赤十字社特別社員章[4]・日本赤十字社金色有功章[4]
- 1902年（明治35年）5月10日 - 明治三十三年従軍記章[4][21]
- 1904年（明治37年）11月29日 - 勲一等瑞宝章[4][22]
- 1906年（明治39年）4月1日 - 旭日大綬章・功二級金鵄勲章・明治三十七八年従軍記章[4][23]
- 1907年（明治40年）9月21日 - 子爵[4][24]
- 1912年（大正元年）8月1日 - 韓国併合記念章[4]
- 1915年（大正4年）11月10日 - 大礼記念章（大正）[4][25]
- 1919年（大正8年）
  - 2月11日 - 金杯一個[4]
  - 9月22日 - 金杯一個[4]
- 1921年（大正10年）7月1日 - 第一回国勢調査記念章[4]
- 1927年（昭和2年）3月15日 - 御紋付銀杯[4]
- 1928年（昭和3年）11月10日 - 金杯一個・大礼記念章（昭和）[4]
- 1932年（昭和7年）3月1日 - 昭和六年乃至九年事変従軍記章[26]

外国勲章佩用允許
- 1897年（明治30年）6月11日 - ロシア帝国：神聖スタニスラス星章付第二等勲章[4]

## 家族
- 父：実吉安福（薩摩藩士）
  - 本人：実吉安純
  - 妻：実吉レン（古屋謙の二女）

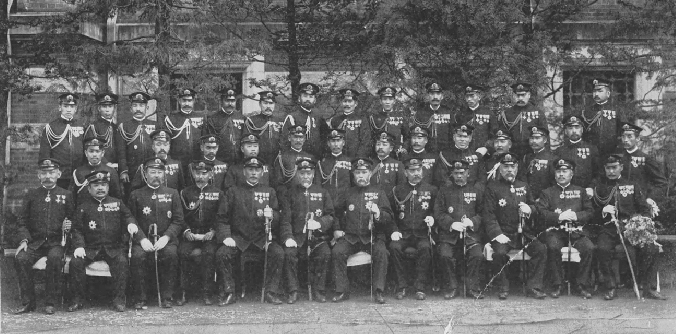
日露戦争凱旋式当日の海軍首脳 左3人目から順に
実吉、伊集院五郎、上村彦之丞、東郷平八郎、山本権兵衛、伊東祐亨、片岡七郎、出羽重遠、斎藤実、山下源太郎
中列左から6人目加藤友三郎

    - 長男：実吉純郎（東京慈恵会医科大学教授）
      - 孫：実吉純一（純郎の長男、東北帝大教授・東京工業大学教授）

    - 二男：実吉敏郎（1886-1973、海軍大佐[27]）妻は志賀直温の長女で志賀直哉の妹。学習院初等科、同中等科を経て1909年に海軍兵学校卒業後戦艦勤務、海軍大尉時代の1921年から2年間英国へ私費留学し、帰国後受洗、1927年、博義王の遠洋航海に同行、1933年海軍大佐に昇進、1942年に犬塚惟重の後任として上海におけるユダヤ政策を担当する上海海軍武官府特別調査部部長に就任、上海無国籍難民指定居住区と同難民処理事務所を設立後洋上勤務に戻り、終戦で海軍省退官[28]。
    - 五男：実吉雅郎（日揮株式会社創設者）岳父は島徳蔵。
    - 六男：実吉捷郎（ドイツ文学者）岳父は日野資秀伯爵。
    - 八男：実吉金郎（海軍技師、東大工学部教授）
    - 妻：実吉紅子（福岡秀猪の娘）
      - 孫：実吉達郎（動物学者、ノンフィクション作家）
        - 曾孫：さねよしいさ子（達郎の娘、シンガーソングライター）

      - 孫：実吉峯郎（生化学者、帝京科学大学教授）
      - 孫：実吉晴夫（北里大学医学部教授）。著述家としてシューベルト研究、短歌など行った

    - 二女：ユリ(山田直矢の長男武雄の妻)[29]
      - 孫：山田伸雄（日揮社長、妻は志賀直哉の娘・田鶴子）

    - 三女：ミヨ(山田直矢の次男文雄の妻)[29]